# المزيتة (كعكة)
المُزَيَّتَة أو إنُلْيَاتَة هي كعكة قرشقية دائرية مصنوعة من عجينة الخميرة تُحضر خلال أسبوع عيد الفصح . الكعكة نموذجية لمطبخ قرشقة فقد نشأت من مدينة أجكسية في جنوب قرشقة.

## المكونات
مكوناتها الرئيسة هي دقيق القمح والخميرة ومدقوق السكر وزيت الزيتون والنبيذ الأبيض الجاف. تحضر العجينة بالدقيق وتقريباً كل السكر والزيت والنبيذ الأبيض على الخميرة المذابة في بعض الماء. تُعجن العجينة وتُترك لترتاح وتُلف بشكل دائري بثخن 1.5 سم. تُقرص حوافها جيدًا باليد وتُثقب العجينة بشوكة. تُدهن الكعكة بزيت الزيتون (من هنا اسمه)، وتُرش بباقي السكر وتُوضع على طبق مدهون بزيت الزيتون وتُخبز لمدة ساعة في فرن معتدل.